# Крістіан Лубутен
Крістіан Лубутен (фр. Christian Louboutin; нар. 7 січня 1963, Париж) — французький дизайнер-модельєр взуття. Примітна риса взуття Лубутена — червоні підошви туфель. В моделях взуття використовує екзотичні породи шкіри, стрази Swarovski, мереживо ручної роботи.
Роботи Лубутена використовуються в колекціях Жана-Поля Готьє, Balmain, Джеремі Скотта, Chloé, Givenchy, Діани фон Фюрстенберг та інших майстрів от-кутюр і прет-а-порте. Серед знаменитостей, що носять туфлі Лубутена — Брітні Спірс, Діта фон Тіз, Крістіна Агілера, Мадонна, Сандра Буллок.

## Раннє життя
Лубутен народився і виріс в 12-му окрузі Парижа. У нього є три сестри. У 2014 році від сестри він дізнався що його біологічний батько був насправді єгиптянином, з яким його мати Ірен мала таємний роман. Лубутен був виключений зі школи тричі, а потім вирішив втекти з дому у віці 12 років.

## Кар'єра
Лубутен почав малювати туфлі в ранньому підлітковому віці, ігноруючи навчання. Його перша робота була в Folies Bergères, кабаре, де він допомагав артистам за лаштунками. Він також був постійним учасником міської вечірки разом з Міком Джаггером і Енді Ворголом.
Його невелика формальна підготовка включала малювання і декоративне мистецтво в Академії Мистецтв. Лубутен каже, що його захоплення взуттям почалося в 1976 році, коли він відвідав Національний музей мистецтв і мистецтв на проспекті Даумесніл. Саме там він побачив знак з Африки, який забороняє жінкам, що носять гострі шпильки, входити в будівлю через острах пошкодити великі дерев'яні підлоги. Це зображення залишилося в його пам'яті, і він пізніше використав цю ідею у своїх проєктах.
Зачарований світовими культурами, він поїхав у підлітковому віці в Єгипет і провів рік в Індії. Лубутен повернувся в Париж в 1981 році, де він зібрав портфель малюнків зі складних високих каблуків. Він приніс його в кращі будинки кутюр. Зусилля призвели до працевлаштування з Чарльзом Журданом. Лубутен став учнем в ательє Вівьє.
Продовжуючи працювати в якості позаштатного дизайнера, Лубутен розробив жіноче взуття для Chanel, Yves Saint Laurent і Мод Фрізон. В кінці 1980-х він відмовився від моди, щоб стати садівником ландшафту і внести свій вклад у Vogue, але нудьгував по роботі з взуттям і заснував свою компанію в 1991 році.
На кошти двох спонсорів він відкрив паризький взуттєвий салон в 1991 році з принцесою Монако Керолайн в якості свого першого клієнта. Вона похвалила магазин і дуже допомогла підвищити популярність Лубутена.
У 2011 році Лубутен став найпопулярнішим брендом взуття в Інтернеті.
4 вересня 2019 року Музей моди й моди при Технологічному інституті моди відзначити Лубутена нагородою Ради з кутюр'є за художню майстерність в Нью-Йорку у 2019 році.

## Особисте життя
Крістіан Лубутен є відкритим геєм. Ландшафтний архітектор Луї Бенеш є його партнером з 1999 року. У них є дві доньки-близнючки.

## У культурі

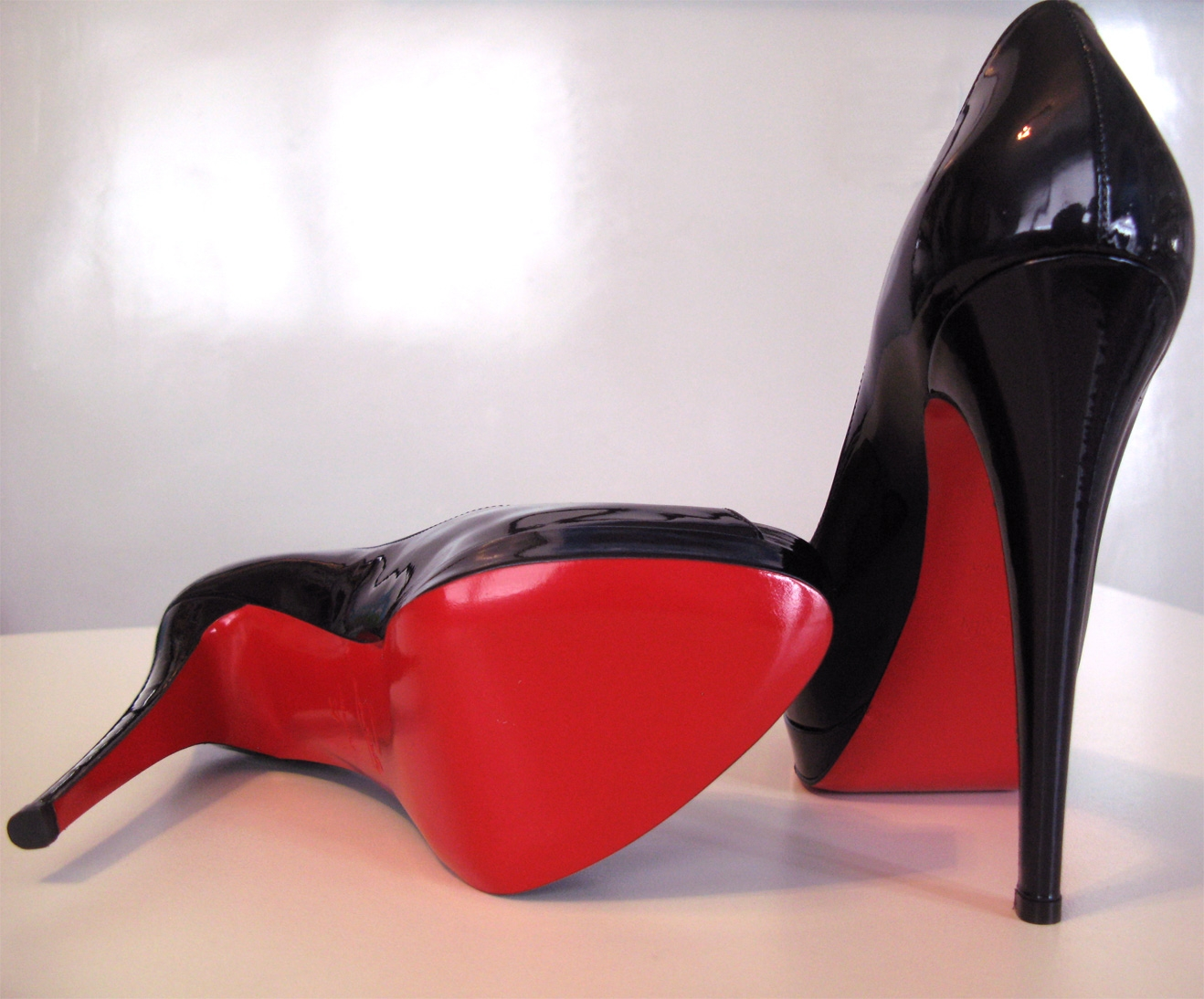
Туфлі Christian Louboutin Altadama

- Дженніфер Лопес присвятила туфлям Лубутена пісню «Louboutins[en]».
- Антагоністка серіалу «Пуститися берега» Лідія Родарте-Квейл часто носила чорні туфлі на шпильках Лубутен. Ракурси камер часто фокусувалися на туфлях і фірмовій підошві, особливо в епізоді «Поховані».[7]
- Головний герой серіалу"Люцифера" Люцифер Морнінгстар часто носив туфлі Лубутен на червоній підошві.[8]
- Головна героїня серіалу «Секс і місто» Керрі Бредшоу носила багато пар взуття від Лубутена.
- Реперка Cardi B, чия пристрасть до взуття Лубутен є частиною її іміджу, натякає на туфлі з червоною підошвою у своїй пісні «Bodak Yellow».[9]
- Блейк Лайвлі, відома своїм бездоганним стилем, часто носить туфлі від Крістіана Лубутена, підкреслюючи свої близькі стосунки з дизайнером, який навіть назвав туфлі на її честь — «Блейк». У її колекції понад 40 пар взуття від Лубутена. Її фотографували в туфлях від Лубутена на різних червоних доріжках, прем'єрах і модних показах по всьому світу.
- Іггі Азалія неодноразово згадує туфлі Крістіана Лубутена у своїй пісні «Work», підкреслюючи їхнє культурне значення та статус як символів розкоші та моди.
- Тейлор Свіфт носила ексклюзивні туфлі від Лубутена, розроблені спеціально для її виступів в міжнародному турі «The Eras Tour».
- У 2015 році група «Ленінград» записала композицію «Експонат», в якій назва туфель згадується в приспіві, а в січні 2016 року зняла на цю пісню кліп[10].